# Albert Hoffmann (Gauleiter)

Albert Hoffmann im Jahr 1943

Albert Hoffmann (* 24. Oktober 1907 in Bremen; † 26. August 1972 in Heiligenrode bei Bremen) war ein deutscher Unternehmer und NSDAP-Parteifunktionär. Während der Zeit des Nationalsozialismus war er Reichsamtsleiter in der Parteikanzlei, stellvertretender Gauleiter im Gau Oberschlesien und ab 1943 Gauleiter Westfalen-Süd.

## Leben
Albert Hoffmann besuchte die Real- und die Handelsschule in seiner Heimatstadt und absolvierte danach eine kaufmännische Ausbildung und ein Volontariat in Amsterdam. Danach arbeitete er als Rohtabakkaufmann in den Niederlanden.

### Parteikarriere
Im Jahre 1925 trat Hoffmann – nach seinen Angaben – der Nationalsozialistischen Arbeiterjugend bei, er zählte – nach seinen Angaben – zu den Gründungsmitgliedern der SA in Bremen und trat zum 27. Juli 1926 der NSDAP bei (Mitgliedsnummer 41.165).
Kurz nach Adolf Hitlers „Machtergreifung“ gab er seinen Beruf auf und bekleidete zunächst Funktionen in der NSDAP-Kreisleitung Bremen. 1934 wurde er von Rudolf Heß zum Politischen Leiter für Parteiangelegenheiten im Stab des Stellvertreters des Führers (Abt. II A) ernannt und war seitdem im Braunen Haus in München tätig.
Zum 9. November 1936 trat Hoffmann der SS bei (SS-Nummer 278.225). Er wurde 1938 zum „Stillhaltekommissar“ für den Anschluss Österreichs, später auch im Reichsgau Sudetenland und dem Protektorat Böhmen und Mähren ernannt, wobei ihm vor allem vermögensrechtliche Abwicklungen oblagen. Gleichzeitig war er für den Aufbau der NSDAP und die Gleichschaltung der Verbände in den genannten Gebieten zuständig. Nach der Annexion der sogenannten Rest-Tschechei wurde Hoffmann „beratend“ in Prag tätig, gleichzeitig trat er in den Sicherheitsdienst des Reichsführers SS über, dem er für vier Jahre angehörte.
Hoffmann nahm nach dem Beginn des Zweiten Weltkrieges von September bis November 1939 als Feldwebel und Offiziers-Anwärter am Überfall auf Polen teil. Anschließend war er wieder in der Partei-Kanzlei als Amtsleiter tätig. Im Februar 1941 wurde er unter Beibehaltung seiner anderen Funktionen zum stellvertretenden Gauleiter Oberschlesien und Amtsvertreter von Fritz Bracht ernannt und erlangte als Nachrücker im Juni 1941 einen Sitz im Reichstag. Von Mai bis September 1942 nahm er als Beauftragter Martin Bormanns im OKW Stab Unruh personelle Überprüfungen in den Dienststellen der Zivilverwaltung im Generalgouvernement, Ostland und der Ukraine vor. Dabei gewann er auch Einblicke in die Mordaktionen der Einsatzgruppen und in den Vernichtungslagern der Aktion Reinhardt, über die er mit „Verbesserungsvorschlägen“ der Parteikanzlei sowie Hitler und Joseph Goebbels berichtete.
Am 26. Januar 1943 erfolgte seine Ernennung zum Gauleiter-Stellvertreter im Gau Westfalen-Süd; im Juni 1943 wurde er in den Parteirang eines Gauleiters und im November 1943 zum SS-Gruppenführer befördert. Im Dezember desselben Jahres wurde Hoffmann von Goebbels für die Geschäftsführung seiner Reichsinspektion für zivile Luftkriegsmaßnahmen berufen. Nach Übernahme des Gauleiter-Amts im Gau München durch Paul Giesler wurde Hoffmann im Mai 1944 als Gauleiter in Westfalen-Süd offiziell eingeführt und bekleidete dort gleichzeitig das Amt des Reichsverteidigungskommissars West.

### Kriegsverbrechen
Hoffmann sanktionierte am 25. Februar 1945 die Lynchjustiz an abgeschossenen alliierten Jagdbomberpiloten (Jabo). Es erging ein Runderlass an alle Polizeidienststellen im Gaugebiet: 
„Sämtliche Jabo-Piloten, die abgeschossen werden, sind grundsätzlich der Volksempörung nicht zu entziehen.
Ich erwarte von allen Dienststellen der Polizei, dass sie sich nicht als Beschützer dieser Gangstertypen zur Verfügung stellen.
Behördliche Dienststellen, die dem gesunden Volksempfinden zuwiderhandeln, werden von mir zur Rechenschaft gezogen. Alle Polizei- und Gendarmerie-Beamten sind unverzüglich über diese meine Auffassung zu unterrichten.“
Am 26. März 1945 erteilte Hoffmann – nach Aussage von belasteten NS-Funktionären und Polizeibeamten in ihrem Entnazifizierungsverfahren – angeblich telefonisch den mündlichen Befehl an den Dortmunder Kommandanten der Schutzpolizei, Wilhelm Stöwe, dass die sich in Dortmund aufhaltenden ca. 30.000 Zwangsarbeiter und Kriegsgefangenen, Russen, Ukrainer und Polen, auf den untersten Grubensohlen in über 1000 Meter Tiefe der Zechen Gottessegen und Hansemann unterzubringen und dort zu vernichten seien. Nach späteren Zeugenaussagen sollten die Fremdarbeiter dort vermutlich eingemauert werden. Verhindert wurde der nur durch die Aussage von belasteten NS-Funktionären in ihrem Entnazifizierungsverfahren belegbare vermeintliche Plan für einen Massenmord durch die Bergwerksleiter Heinrich Heimann und Werner Haack, die angeblich erklärt haben, dass der Transport der Fremdarbeiter auf die untersten Sohlen wirtschaftlich und technisch nicht durchführbar sei.

### Kriegsende und Nachkriegszeit
Kurz vor Kriegsende im April 1945 löste Hoffmann in Westfalen-Süd die NSDAP und den Volkssturm auf und tauchte unter.
Hoffmann, der wegen seiner Arroganz und rechthaberischen Art auch innerhalb der NSDAP-Spitzen recht unbeliebt war, galt bis zum Kriegsende als überzeugter Nationalsozialist. Er war ein Protegé von Goebbels.
Nach seiner Verhaftung durch britische Truppen im Oktober 1945 wurde er zunächst als Zeuge in den Nürnberger Prozessen vernommen und später selbst mehrfach angeklagt. Jedoch konnte ihm keine direkte Verantwortung in den Anklagepunkten wegen der Misshandlung/Ermordung alliierter Flieger und Zwangsarbeiter nachgewiesen werden, so dass er schließlich von einem britischen Militärgericht im Internierungslager Recklinghausen-Hillerheide mangels Beweisen im September 1946 sowie auch 1948 in einem britischen Militärstrafprozess im Curio-Haus in Hamburg freigesprochen wurde. Er verblieb jedoch weiterhin in britischer Internierung.
Eine vom Spruchgericht im April 1949 verhängte Freiheitsstrafe von vier Jahren und neun Monaten verbüßte er aufgrund seiner Internierungszeit nur teilweise und erfuhr eine Begnadigung. Nach seiner Entlassung im Jahre 1950 erwarb Hoffmann als Unternehmer in Bochum und Bremen ein beträchtliches Vermögen.
Hoffmann war verheiratet. Sein Sohn Bolko war Unternehmer und der Gründer der Partei Pro DM.
Die Historikerin Sybille Steinbacher charakterisiert Albert Hoffmann als ein „mächtiges Mitglied der nationalsozialistischen Funktionselite“ und der Historiker Ralf Blank sieht in ihm einen „einflussreichen Funktionär an der Schnittstelle zwischen Verwaltung und Politik“.